# 朝井観波
朝井観波（あさい かんぱ、1897年‐1985年）は、日本画家。東京都本郷出身。

## 経歴
1897年、漢学者朝井国南の家に生まれる。はじめ川端玉章の川端画学校で、のち日本美術院研究所に学ぶ。
1917年（大正6年）の再興第4回院展への最初の出品作が入選し、同作品が美術院の大物後継者、原三渓の目をひく。三渓の援助により、荒井寛方のインド旅行に観波も随行できることとなり、帰国後、インドでの研究成果を活かした制作に専念する。1918年（大正7年）と1920年（大正9年）の院展で入選した出品作はともにインドの伝統的絵画から着想を得て描いたものであった。
1922年（大正11年）日本美術院を脱退。その後は荒木十畝に師事し読書会に所属、以後は平福百穂の画風に接近した作風で、帝展の入選を重ねる。
1936年（昭和11年）の文展を最後に、官展から退く。

## 出展
https://kotobank.jp/word/%E6%9C%9D%E4%BA%95%E8%A6%B3%E6%B3%A2-14513